# Tenkō

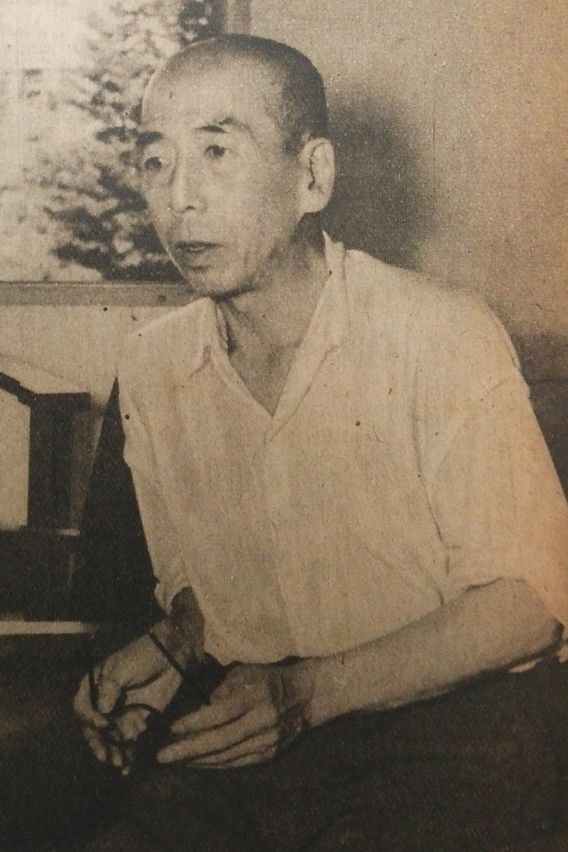
Manabu Sano

Le tenkō (転向, littéralement, « changement de direction ») est un terme japonais se rapportant à la conversion idéologique de nombreux socialistes japonais qui, entre 1925 et 1945, ont renoncé à la gauche et (dans beaucoup de cas) se sont joints à « la communauté nationale. » Le tenkō a été surtout appliqué par la force, le plus souvent celle de la police, et était une condition pour être libéré (bien que la surveillance et le harcèlement continuaient). Mais c'était également un plus large phénomène, un genre de réorientation culturelle face à la crise nationale, qui n'a pas toujours impliqué de répression directe.
Pendant des décennies, le terme a désigné l'évaluation morale des carrières des intellectuels actifs avant et après la guerre et plus largement a servi de métaphore pour l'expérience collective d'une génération entière de Japonais. Un des exemples les plus connus de tenkō et avec d'importantes conséquences est survenu en juin 1933, quand Sano Manabu (1892-1953) et Nabeyama Sadachika (1901-1979), figures emblématiques du parti communiste, ont renoncé à leur allégeance à l'Internationale communiste et à la politique de la révolution violente, adoptant à la place un mode spécifiquement japonais du changement révolutionnaire sous les auspices impériaux, en réaction à l'utilisation de l'Union soviétique du Komintern pour sa propre puissance contre l'Allemagne et le Japon.
Leur déclaration a été suivie d'une vague des défections des partisans du parti et a entraîné la cession d'activité de l'organisation, sauf dans l'exil. Le tenkō a décrit un changement de l'idéologie de la part des anciens radicaux anti-gouvernement qui avaient subi l'autocritique et qui étaient revenus à une idéologie soutenue par l'état.